# المجمع المغلق 1740
المجمع المغلق 1740 هو المجمع الموكول بانتخاب بابا الكنيسة الكاثوليكية الجديد بعد استقالة البابا. انعقد مجمع الكرادلة لانتخاب البابا الجديد بدءًا من
18 فبراير 1740 وانتهى في 17 أغسطس 1740. انتُخبَ بندكت الرابع عشر ليكون البابا الجديد للكنيسة.
عُقدَ المجمع في الدولة البابوية .